# 쇼넨가호샤
쇼넨가호샤(少年画報社)는 주로 만화를 출판하는 일본의 출판사이다. 본사는 지요다구 간다미사키정에 소재.

## 역사
쇼가쿠간에 근무하던 이마이 겐(今井堅)에 의해 1945년 10월 메이메이샤(明々社)로서 설립. 자동차 교습서나 영회화서를 발행하였다. 설립 직후 간행한 《황금 배트》의 30만 부 히트로 1948년에 '모험활극문고'를 창간, 1950년 《소년화보》로 개제. 1956년 사명을 쇼넨가호샤로 개칭. 《소년화보》에서는 《아카도 스즈노스케》(후쿠이 에이치·다케우치 쓰나요시), 《환상 탐정》(구와타 지로), 《갓난아기 제국》(다카노 요시테루), 《마그마 대사》(데즈카 오사무), 《괴물 군》(후지코 후지오) 따위 만화작품을 게재. 류노코 프로덕션의 창설자로서 알려진 《소년닌자부대 겟코》 등의 집필자 요시다 다쓰오 등을 배출하기도 하였음. 1958년 절정기를 맞이하여 80만 부를 발행, 실매 99.8%를 기록한 적도 있었으나, 1971년 휴간되었다.
1963년 만화주간지 《소년 킹》 창간. 부수는 절정기에 80만 부 정도로 5대 만화주간지의 일각으로서는 꼴찌였으나 코어한 독자층을 유지하였다. 《사이보그 009》(이시모리 쇼타로), 《와일드 7》(모치즈키 미키야), 《망가도》(후지코 후지오), 《스크램블에그》(야나기사와 기미오), 《사이클 야로》(쇼지 도시오) 등을 연재. 《은하철도 999》 같은 대히트며 《펠리칸 로드》로 알려진 이가라시 고이치 등 신인의 발굴도 이루어졌다. 발행부수는 계속 저미하여, 그 후 1982년 휴간되었다. 동년 새롭게 격주간 소년지 《소년 KING》을 재창간. 동지 출신 요시다 사토시에 의해 《쇼난 폭주족》 따위 히트를 얻게 되었으나, 그 이래 통 신통치 않아 결국 다시금 휴간. 1989년 《월간 소년 코믹》이 신창간되었으나, 일년도 채 가지 못하고 1990년 휴간. 이후 현재에 이르기까지 소년잡지는 발행하지 않는다(다만 《영 킹》은 청년지 카테고리에는 듦).
1967년 창간된 《영 코믹》은 휴간·신창간·노선변경·지명변경 등 몇 번이나 거듭하여 리뉴얼을 거쳤으며 지금까지도 쇼넨가호샤 대표지의 하나로서 계속되고 있다.
단행본 따위를 담당하는 만화 레이블은 1970년대 《소년 킹》 시대부터 계속된 '히트 코믹스'가 존재하지만 1990년대 이후 주력잡지에 맞춘 '영 킹 코믹스(YK 코믹스)' 레이블을 중심으로 간행하고 있다.
초창기 이래 만화의 간행을 중심으로 삼고는 있으나 1980년대에는 자동차잡지 《로드 스타》와 그라비아 잡지 《베스트 카메라》 따위도 간행하였다. 대자본에 의거하지 않는 노포임에도, 청년향 만화잡지와 코믹스 중심의 중견출판사로서 현재에도 존속되고 있다.

## 관련 회사
- 다이토샤

## 참고 자료
- 쇼넨가호샤 공식 사이트 '쇼넨가호샤의 발걸음(少年画報社のあゆみ)'」